# Казахская драматургия
Казахская драматургия возникла в начале XX века. Первые произведения создавались в русле демократического направления казахской литературы и носили просветительский характер, утверждали необходимость приобщения народа к образованию, науке, культуре. Такова, например, одна из первых казахских драм — драма К. Тогысова («Жертва невежества», 1915, Уфа). Драматические произведения Ж. Аймауытова, М. Дулатова, К. Кеменгерова, М. Ауэзова, С. Сейфуллина, Ж. Шанина заложили основу национальной драматургии.
Пьесы Ж. Аймауытова «Рәбиға», «Мансапқорлар» «Қанапия — Шәрбану», «Ел қорғаны», «Шернияз», «Сылаң қыз», написанные с учётом европейских традиций, отражают жизнь, обычаи казахского общества. Перспективным на раннем этапе становления национального театра оказалось обращение к казахскому фольклору и творческое усвоение опыта мировой драматургии, в первую очередь русской и европейской. Пьесы Ж. Шанина «Арқалық батыр», «Қозы Көрпеш — Баян сұлу»; М. Ауэзова «Айман — Шолпан», «Еңлік-Кебек»; Г. Мусрепова «Қыз Жібек» созданы на основе казахского героического и социально-бытового эпоса. Они являют собой пример бережного сохранения эпического мироощущения при драматизации эпического повествования (членение на эпизоды, диалогизация и т. д.), умелого включения элементов эпоса в словесную ткань драмы, широкого использования богатств родного языка при передаче сценической речи. М. Ауэзов по праву считается основоположником казахской драматургии. Он создал свыше 20 пьес в различных жанрах и на разные темы: «Раздор», «В яблоневом саду», «Дитя рассвета», «На границе», «Час испытаний», «Абай» (совместно с Л. С. Соболевым) и другие. Их отличает новизна тематики, глубокий психологизм, органичность фантастики и символики, точность исторических деталей, выразительная речь персонажей, мастерство композиции. Казахскими драматургами созданы оригинальные комедии, в которых они опирались на национальный фольклор (басни и притчи, сатирические сказки и анекдоты, социально-бытовые поэмы). Таковы комедии Ж. Шанина «Торсықбай», «Айдарбек», «Чёрный замок», «Живая картина», М. Ауэзова «Айман—Шолпан». Основоположником казахской комедии Б. Майлиным созданы комедии «Қаламқас», «Шаншар Молда», «Ел мектебі», «Распорядок Талтанбая». В них присутствуют неподдельный комизм, неожиданные сюжетные повороты, острота сатирического обличения, выразительная речь.
Современной казахской драматургии свойственно стремление к поиску новых средств художественной выразительности, обновлению и расширению тематики, углублению психологического анализа. Широко известны пьесы Ж. Шанина «Сердце поэта», Т. Ахтанова «Сауле», А. Абишева «Неизвестный герой», А. Тажибаева «Единомышленники». Тяга к подлинности, к документальности проявилась в остросоциальных пьесах К. Мухамеджанова «На чужбине», А. Тажибаева «Девушка и солдат». На сценах многих театров мира идет пьеса К. Мухамеджанова и Ч. Айтматова «Восхождение на Фудзияму». Завоевали популярность у зрителей пьесы М. Хасенова, С. Жунусова, А. Тарази, Ш. Муртазы, К. Искакова, Р. Сейсенбаева, О. Букеева, Н. Оразалина, Д. Исабекова и других.
Значительную роль в повышении профессионального уровня национальной драматургии сыграли переводы на казахских язык произведений мировой классики. Одним из первых переводчиков был М. Даулетбаев, которому принадлежат переводы «Гамлета» У. Шекспира, «Женитьбы» Н. В. Гоголя. Классические образцы перевода дал М. Ауэзов: «Отелло» и «Укрощение строптивой» У. Шекспира, «Ревизор» Н. В. Гоголя, «Любовь Яровая» К. А. Тренева.
Обретение Казахстаном суверенитета содействовало обновлению драматургии, которая отражает современное видение исторических событий, отличается остротой тематики и проблематики. В пьесах К. Искака «Естайдың Қорланы», И. Оразбаева «Шыңғыс хан», С. Сматаева «Той үстіндегі топалаң», Б. Абильдайулы «Төле би», О. Дастанова «Әзірет Султан», А. Бекбосынова «Соңгы сезім», А. Тарази «Алатау сынды алабым», М. Бансеркенова «Абылай ханның ақырғы күндері», А. Кекильбаева «Абылай хан» реалистично описываются наиболее важные события из жизни казахского народа, в них подняты серьезные нравственные и общественные проблемы. Пьесы О. Сулейменова и Б. Мукая «Заманақыр», Р. Муканова «Мөңгілік бала бейне» посвящены теме Семипалатинского полигона.

## Литературы
- Драматургия // Казахстан. Национальная энциклопедия. — Алматы: Қазақ энциклопедиясы, 2005. — Т. II. — ISBN 9965-9746-3-2. (CC BY-SA 3.0)
- Казахская драматургия // Театральная энциклопедия (под ред. П. А. Марков). — М.: Советская энциклопедия, 1963. — Т. 2.
- Очерк истории казахской советской литературы, М., 1960;
- Писатели Казахстана. Биографические справки, Алма-Ата, 1958;
- Ауэзов М., На пути к реалистической драме, «Советский Казахстан», Алма-Ата, 1954, № 11;
- Маловичко А. Л., Заметки о развитии казахской драматургии в послевоенные годы, «Известия» АН Каз. ССР. Серия филологии и искусствоведения, Алма-Ата, 1956, вып. 5;
- Маловичко А. Л., Конфликт и его решение, в кн.: Сборник статей о казахской литературе, Алма-Ата, 1957;
- Маловичко А. Л., Становление жанра. Заметки о казахской драматургии, «Советский Казахстан», Алма-Ата, 1957, № 8.

При написании этой статьи использовался материал из издания «Казахстан. Национальная энциклопедия» (1998—2007), предоставленного редакцией «Қазақ энциклопедиясы» по лицензии Creative Commons BY-SA 3.0 Unported.